# Kam Tong
Kam Tong est un acteur américain né le 18 décembre 1906 en Californie (États-Unis), décédé le 8 novembre 1969 à Costa Mesa (États-Unis).

## Filmographie
- 1936 : The General Died at Dawn : House boy
- 1938 : International Settlement : Waiter
- 1939 : The Real Glory : Filipino Soldier
- 1940 : Drums of Fu Manchu (en) : Crawford's Manservant [Ch.7]
- 1941 : Passage from Hong Kong (en) : Newsboy
- 1942 : Rubber Racketeers : Tom
- 1942 : Lure of the Islands : Lt. Kono
- 1942 : Joan of Ozark : Japanese Commander
- 1942 : Mr. Blabbermouth! : Japanese on Bus
- 1942 : Griffes jaunes (Across the Pacific) : T. Oki
- 1942 : King of the Mounties (en) de William Witney : Japanese pilot
- 1942 : The Hidden Hand : Mallo
- 1942 : La Pagode en flammes (China Girl) : Doctor
- 1943 : They Got Me Covered : Hawara
- 1943 : Salute to the Marines (en) : Japanese Officer
- 1947 : Dishonored Lady : Courtland's Houseboy
- 1949 : State Department: File 649 : Chinese Man
- 1952 : A Yank in Indo-China : Major Leo Kay
- 1952 : Hong Kong : Jewelry Store Clerk
- 1953 : Target Hong Kong : Tai Ching
- 1954 : This Is My Love : Harry
- 1955 : Le Rendez-vous de Hong-Kong (Soldier of Fortune) : Needle, Chinese Communist Interrogator
- 1955 : Love Is a Many-Splendored Thing : Dr. Sen
- 1955 : La Main gauche du Seigneur (The Left Hand of God) : Moslem
- 1958 : Flammes sur l'Asie (The Hunters)
- 1960 : Qui était donc cette dame ? (Who was that lady ?) : Lee Wong
- 1960 : Walk Like a Dragon : San
- 1960 : Mr. Garlund (série TV) : Kam Chang (unknown episodes)
- 1961 : Au rythme des tambours fleuris (Flower Drum Song) : Doctor Li
- 1963 : Blondes, brunes, rousses (It Happened at the World's Fair) : Uncle Walter Ling
- 1966 : Women of the Prehistoric Planet : Jung
- 1966 : Mister Buddwing : Dice Player
- 1966 : Dimension 5 : Kim Fong
- 1967 : Kill a Dragon : Win Lim